# HD 173416
Xihe eller HD 173416 är en ensam stjärna belägen i den mellersta delen av stjärnbilden Lyran. Den har en skenbar magnitud av ca 6,04 och är mycket svagt synlig för blotta ögat där ljusföroreningar ej förekommer. Baserat på parallaxmätning inom Hipparcosuppdraget enligt Gaia Data Release 2 på ca 7,4 mas, beräknas den befinna sig på ett avstånd på ca 440 ljusår (ca 135 parsek) från solen. Den rör sig närmare solen med en heliocentrisk radialhastighet på ca -61 km/s.

## Nomenklatur
HD 173416 fick på förslag av Nanjing, namnet Xihe i NameExoWorlds-kampanjen som 2019 anordnades av International Astronomical Union. Xihe är solgudinnan i den kinesiska mytologin och representerar också de tidigaste astronomerna och utvecklarna av kalendrar i det antika Kina.

## Egenskaper
Primärstjärnan HD 173416 är en orange till gul underjättestjärna av spektraltyp G8. Den har en massa som är ca 2 solmassor, en radie som är ca 14 solradier och har ca 78 gånger solens utstrålning av energi från dess fotosfär vid en effektiv temperatur av ca 4 700 K.

## Planetsystem
I januari 2009 upptäcktes en exoplanet vid stjärnan med hjälp av metoden för mätning av radialhastighet av sökprogram som genomfördes vid Xinglong Station i Kina och Okayama Astrophysical Observatory (OAO) i Japan.
| Planet | Massa   | Halv storaxel (AE) | Siderisk omloppstid (d) | Excentricitet | Inklination | Radie |
| ------ | ------- | ------------------ | ----------------------- | ------------- | ----------- | ----- |
| b      | ≥2,7 MJ | 1,16               | 324                     | 0,21          | -           | -     |